# Edmondo De Amicis
Edmondo De Amicis (Oneglia, 21. listopada 1846. — Bordighera, 11. ožujka 1908.) bio je talijanski književnik i novinar. Pisao je pjesme, putopise, a proslavio se knjigom za djecu Srce, koja je objavljena 1886. godine.
Rođen je u sjeverozapadnom dijelu Italije, u Onegliji, koja je dio grada Imperia u regiji Liguriji 1846. godine. Završio je vojnu školu u Modeni i postao časnik Kraljevine Italije. Njegovo prvo djelo Vojni život objavljeno je 1868. godine u novinama Ministarstva obrane.
Godine 1870. postao je suradnik rimskih novina La Nacione i počeo pisati putopise: Španjolska (1873), Maroko (1876), Konsantinopol (1878). Svjetsku slavu stekao je knjigom Srce u kojoj opisuje jednu školsku godinu viđenu očima učenika trećeg razreda.